# HIARCS
HIARCS — коммерческая компьютерная шахматная программа, разработанная Марком Униаке. Её название — это акроним High Intelligence Auto Response Chess System (Высокоинтеллектуальная шахматная система автоответа).

## Описание
Первая версия программы была выпущена в 1980 году. 11 версия, выпущенная в декабре 2006 года, была первой, поддерживающей мультипроцессорность. Текущая 14 версия вышла в апреле 2012 года.
Сила программы HIARCS в большей степени зависит от её позиционных факторов, чем от скорости поиска.

## Операционные системы
HIARCS доступна для следующих операционных систем: Windows, Mac OS X, Windows Mobile, с 2004 года для Palm OS (на DragonBall или ARM), с августа 2009 года для iPhone OS. Это одна из наиболее сильных шахматных программ, доступных для Mac OS X.

## Результаты
В 1993 году HIARCS выиграла Чемпионат мира по шахматам среди микрокомпьютерных программ.
В январе 2003 года HIARCS участвовала в матче из четырёх партий против гроссмейстера Евгения Бареева, занимавшего в то время 8 место в рейтинге шахматистов. Все 4 игры закончились вничью.
Начиная с 2005 года тестами было установлено, что она является сильнейшей шахматной программой для переносных устройств. Это лучшая шахматная программа для переносных устройств в SSDF рейтинг-листе, также была названа лучшей во всестороннем обзоре 63 переносных шахматных программ. Она также является программой для Pocket Fritz 4.
HIARCS 10 с включёнными «Hypermodern» установками была второй в SSDF рейтинг-листе на 8 июня 2006 года с показателем 2856 пунктов.
В декабре 2007 года HIARCS выиграла 17-й Международный чемпионат по шахматам в Падерборне среди компьютерных программ.
В 2008 году HIARCS заняла второе место вслед за Rybka на чемпионате мира по шахматам среди компьютерных программ.

## Незаконное использование
HIARCS 10, возможно, использовалась сообщниками индийского шахматиста У. Шарма, который был дисквалифицирован из-за того, что предположительно подсказки именно этой программы незаконно сообщались ему через устройство Bluetooth, размещённое в его головном уборе.